# Rue Bartholomé-Masurel
Pour les articles homonymes, voir Masurel.
La rue Bartholomé-Masurel est une voie publique urbaine du vieux quartier de la commune de Lille, dans le département français du Nord.

## Situation et accès
La rue située dans le prolongement de la rue Lepelletier rejoint la place Gilleson par un coude en angle droit.

## Origine du nom

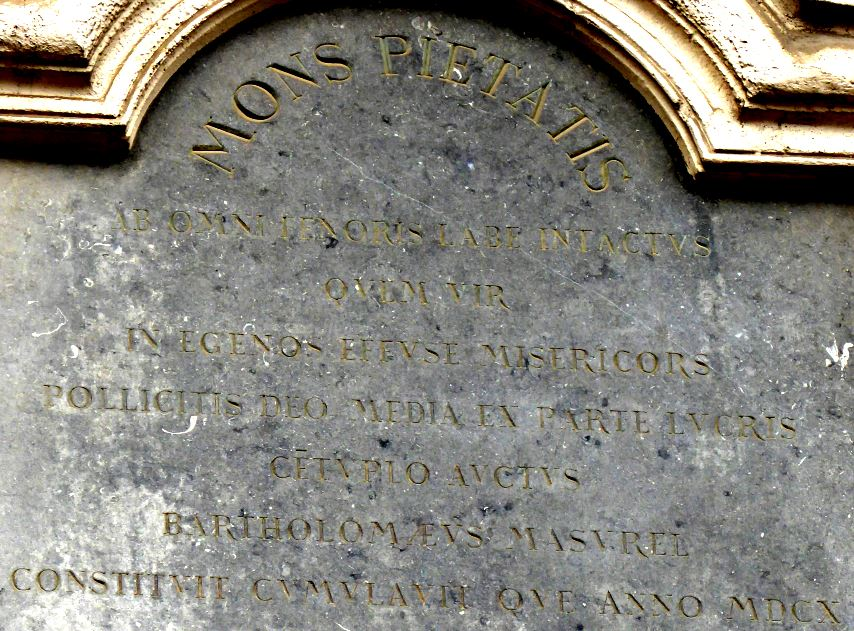
Stèle sur l’ancien mont-de-piété fondé par Bartholomé Masurel

Son nom a été choisi en hommage au fondateur, en 1610, du premier mont-de-piété de Lille. Bartholomé Masurel était un riche marchand qui légua ses biens pour fonder un établissement pouvant accorder des prêts gratuits aux nécessiteux, jusqu’à 50 écus.
Une stèle avec une inscription en latin est placée sur l'entrée du bâtiment de l'ancien mont-de-piété, rue des Tours.

## Historique
La rue est tracée et aménagée en 1848 sur le terrain de l'ancien hôtel de Soubise vendu par le propriétaire. Les maisons de deux étages construites au milieu du XIXe siècle avec celles du côté sud-ouest de la rue du Cirque forment un ensemble homogène qui n'a pas été modifié depuis l'origine. La plupart des rez-de-chaussée sont des commerces.

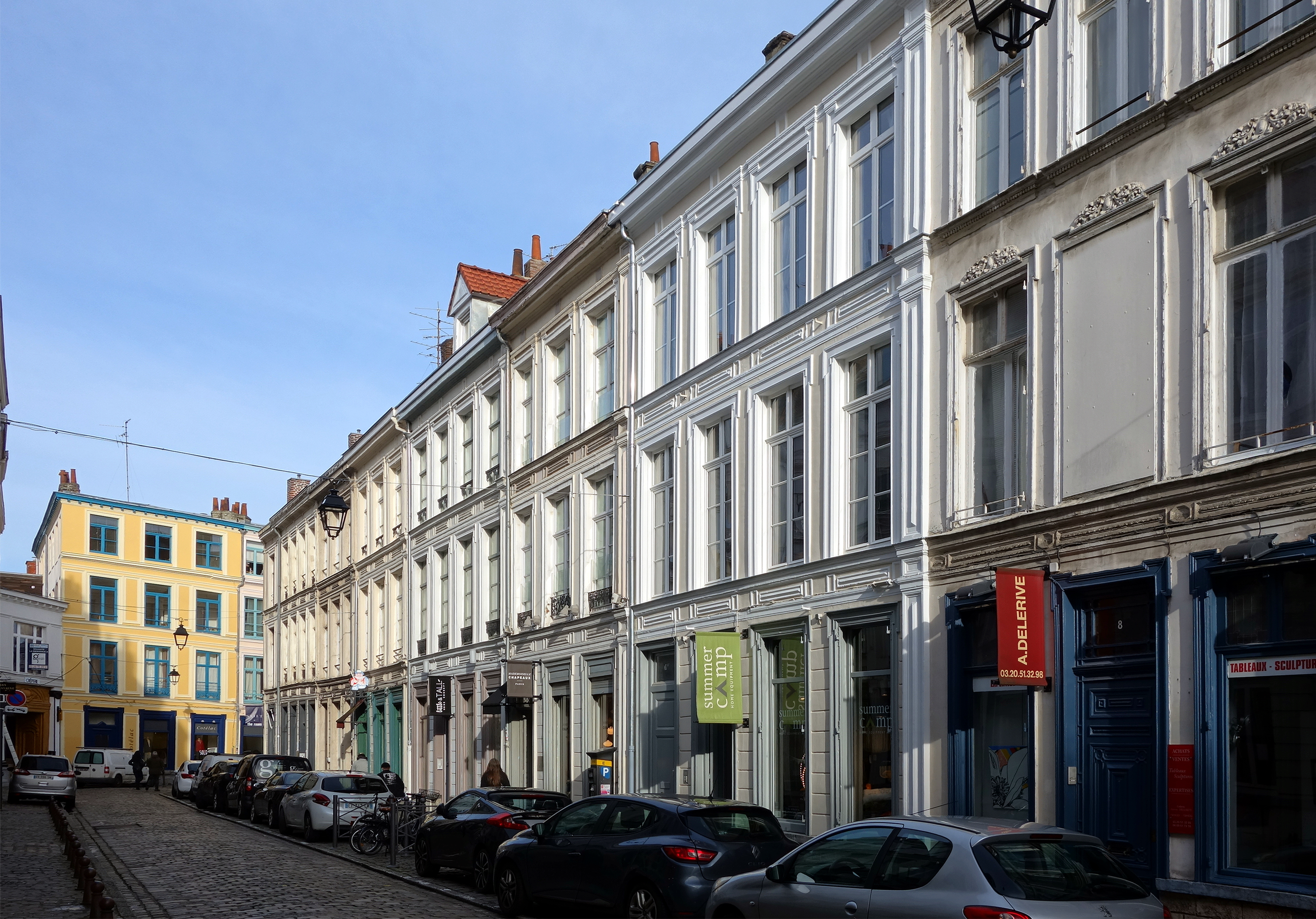
Rang de maisons du milieu du XIXe siècle
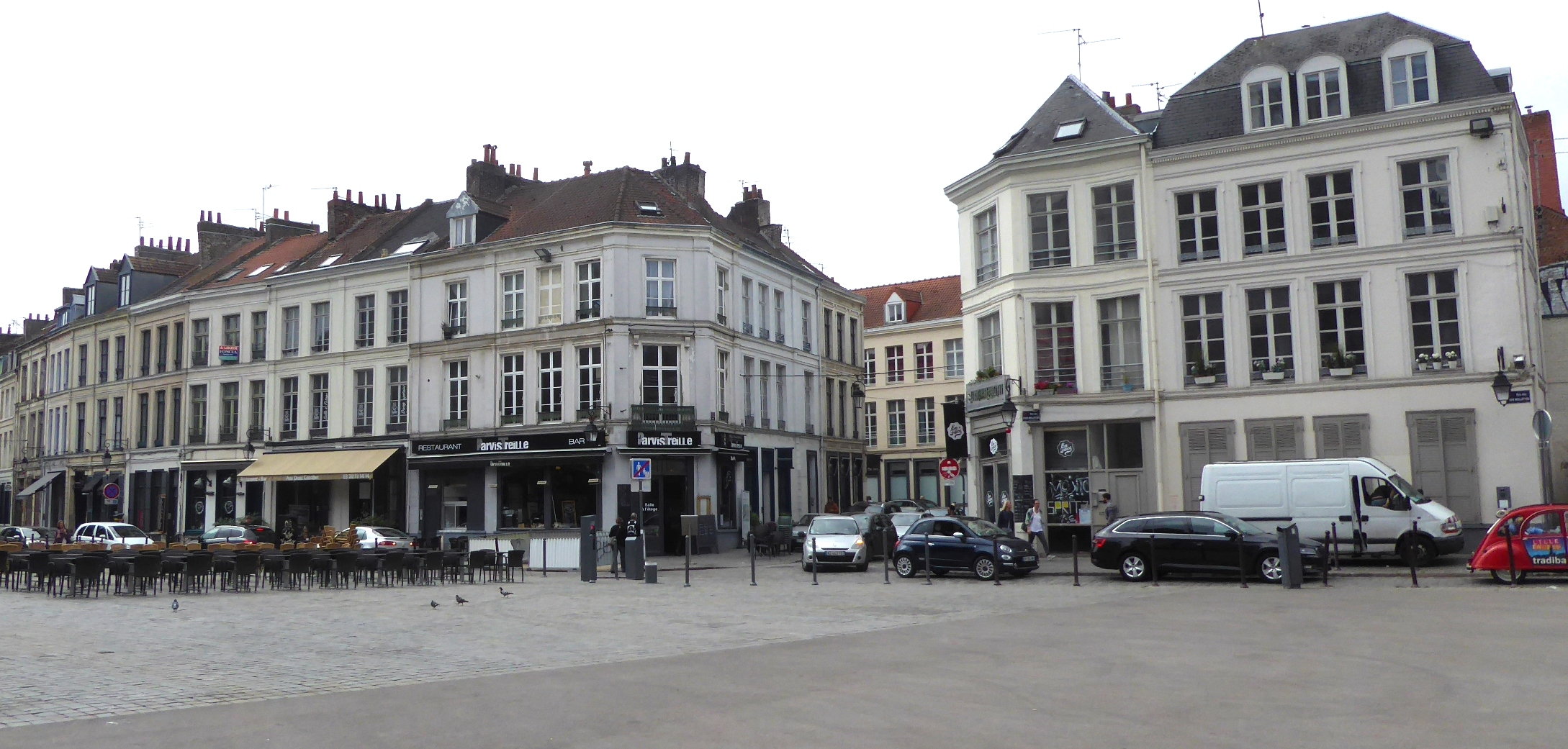
Rue du Cirque et entrée de la rue Masurel sur le parvis de la Treille

## Bâtiments remarquables et lieux de mémoire

### L’hôtel de Soubise

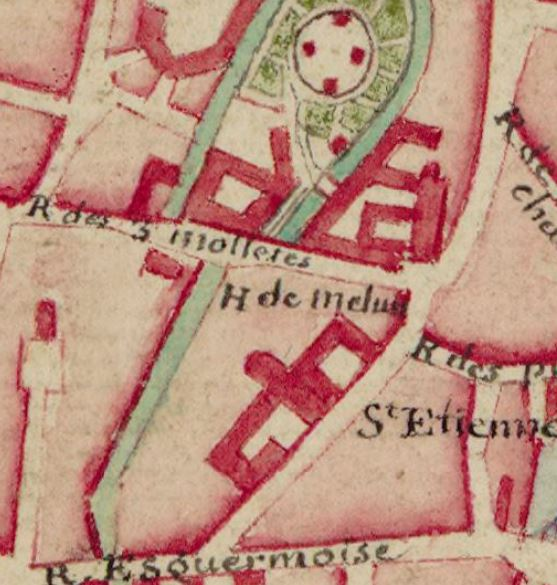
Hôtel de Melun sur plan du début du XVIII

La rue Masurel est tracée à l’emplacement de l’ancien hôtel de Soubise.
Cet hôtel situé au sud-ouest de la motte castrale de Lille et au bord du canal de Weppes était, avec sa cour et ses dépendances, une assez vaste propriété. Il appartenait à la famille Verchin au début du XIVe siècle puis à la famille de Roubaix qui donna son nom au pont de Roubaix, à proximité, qui enjambait ce canal entre la rue des Trois-Mollettes et l’actuelle rue du Cirque. Ce pont disparaît lors de la couverture du canal vers 1930.
L’hôtel est apporté en dot par Yolande de Verchin, héritière de la famille de Roubaix à Hugues de Melun. La famille de Melun en reste propriétaire jusqu’au XVIIIe siècle. Cette résidence était connue sous le nom d’hôtel de Melun jusqu’à cette époque.
En 1679, la princesse d'Épinoy, acquiert les terrains de l'hôpital Saint-Julien qui bordaient le canal de Weppes, fait démolir le bâtiment sur la rue Basse et construire un logis entre cour et jardin.
Le duc de Melun pair de France propriétaire en 1724 mort sans enfant, le lègue par testament à son cousin le comte de Melun. L’hôtel passe ensuite aux enfants de sa sœur Anne-Julie de Melun mariée en 1714 à Louis de Rohan, prince de Soubise.
Son fils Charles de Rohan qui fut Maréchal en devint propriétaire et l’hôtel de Melun prit le nom d’hôtel de Soubise.
Le prince de Soubise qui devint gouverneur de Lille en 1751, donna son nom à l’hôtel qu’il vendit en 1756 au chevalier Ingiliard Deswatines.
L'hôtel est transmis par héritage à la famille Desforest de Quartdeville et devient le siège du tribunal révolutionnaire après l’émigration de cette famille puis est occupé par Charles Lefebvre qui l’avait acquis par échange avec la famille Desforest de Quartdeville.
Les fils de Charles Lefebvre ont vendu cette propriété en 1847.
Le nom de la Résidence des Princes de Soubise qui jouxte à l’ouest les maisons de la rue Masurel avec des entrées rue de Weppes et rue Basse en conserve le souvenir.
La façade de cette résidence au 30 et 32 rue Basse est celle de l’ancien hôtel de l’Europe qui était à la fin du XIXe siècle et au début du XXe siècle un des plus importants et luxueux hôtels de voyageurs de Lille,,.